# 火星のカノン
『火星のカノン』 （THE MARS CANON）は、2002年公開の日本映画。不倫と同性愛をテーマにしている。『火星』には「闘い」や「セックス」といった意味がある。
第52回ベルリン国際映画祭フォーラム部門出品作。
2021年にデジタルリマスターされリバイバル公開。

## ストーリー
チケット屋で働く絹子は公平という男と、火曜日だけしか会えない不倫を続けていた。ある日、昔のバイト仲間だった聖と、自称「路上の言葉職人」真鍋という男と出会い、意気投合する。公平との恋愛をずるずると続けている絹子に、別れろと口うるさく言う聖は、数日後、絹子の隣の部屋へと引越ししてくる。

## キャスト
- 竹内絹子 （久野真紀子）
- 時田聖 （中村麻美）
- 出口公平 （小日向文世）
- 真鍋辰也 （渋川清彦）
- 出口ありみ （はやさかえり）
- 小松文代 （篠崎はるく）
- 焼き鳥屋のおやじ （和久田理人）
- 関根妙子
- 野尻志穂
- 加々見剛
- 小山祐司
- 廣木隆一
- 安倍照男
- 長谷川弓子
- 太田裕子
- 三重野みすず
- 三重野舞美
- 平田一真
- 平田菖真
- BEEN

## スタッフ
- 美術： 松本知恵
- 照明： 大坂章夫
- 録音： 鈴木昭彦
- 助監督： 島田明生
- タイトル： 島田プロダクション
- 現像： 東京現像所
- EDテーマ： RCサクセション「たとえばこんなラブソング」

## 受賞歴
- 2001年、第14回東京国際映画祭アジア映画賞受賞[2]